# المعهد الوطني للدراسات الاستراتيجية الشاملة (الجزائر)
المعهد الوطني للدراسات الاستراتيجية الشاملة. بالقيام بدراسات مستقبلية وتحاليل وأبحاث معمقة تمكن من فهم التطورات المتسارعة للمجتمع في إطار شامل يأخذ بعين الاعتبار المتغيرات الداخلية والدولية".
هذه الأعمال الاستشرافية من شأنها أن تمكن مؤسسات الدولة من «وضع سياساتها وتكييفها بِما يضمن خدمة الـمواطن ويتـناسب مع طموحاته وتطلعاته ويحفظ الـمصلحة العامة ويسمح برسم سياسات تنموية في كل الـمجالات على أسس صلبة أساسها المقاربة والمعرفة العلمية والاستغلال الأمثل لما تتيحه التكنولوجيا واستثمار وتثمين الكفاءات العالية التي تزخر بها بلادنا في الداخل والخارج».

## تنصيب المدير الجديد
يوم الخميس، 17 أيلول/سبتمبر 2020. أعلنت وسائل الإعلام عن تنصيب عبد العزيز مجاهد مديرًا عامًا لمعهد الدراسات الإستراتيجية الشاملة.
وفي تصريح لعبد العزيز مجاهد بعد تنصيبه يوم الخميس، أكد «الاهتمام الخاص» الذي يوليه رئيس الجمهورية، السيد عبد المجيد تبون، للمعهد الوطني للدراسات الاستراتيجية الشاملة، بالنظر إلى الدور المنتظر منه في إعطاء «دفع جديد لمجال الدراسات الاستراتيجية في تحقيق الأهداف الـمسطرة لبناء الجزائر الجديدة».
وبعد أن أشار إلى أن تطور الجزائر ونهوضها «لا يمكن أن يتحقق بِمعزل عن الـمتغيرات الدولية», جدد السيد جراد التأكيد بأن المعهد «مطالب أيضا بتفعيل دوره في تحليل استراتيجيات مختلف الشركاء الحاليين والـمستقبليين لبلادنا وأثرها على التنمية والأمن الوطني بما يمكن بحق من صيانة الـمصالح الوطنية».
وخلص الوزير الأول إلى أن المدير العام الجديد للمعهد الوطني للدراسات الاستراتيجية الشاملة سيجد«كل الدعم والسند الضروريين لمواجهة أهم التحديات التي تنتظره والتكفل بها على أكمل وجه».